# Eric F. Wieschaus
Eric Francis Wieschaus (South Bend, 8 juni 1947) is een Amerikaans ontwikkelingsbioloog en Nobelprijswinnaar.

## Biografie
Wieschaus studeerde aan de Universiteit van Notre Dame (alwaar hij de graad van Bachelor of Science behaalde) en de Yale-universiteit (waar hij zijn Ph.D. in de biologie behaalde). In 1978 vertrok hij naar het European Molecular Biology Laboratory in Heidelberg (Duitsland). In 1981 ging hij naar de Princeton-universiteit.
Wieschaus werkte mee aan het programma van genetica en genometrie van de Duke-universiteit. Sinds 2005 is Wieschaus de Squibb Professor in moleculaire biologie aan Princeton, en Adjunct Professor in biochemie aan de University of Medicine and Dentistry of New Jersey – Robert Wood Johnson Medical School.
Wieschaus is getrouwd met de moleculair bioloog Gertrud Schüpbach, hoogleraar aan Princeton. Samen hebben ze drie dochters.

## Werk
Veel van zijn onderzoek focuste zich op de embryonale ontwikkeling van de fruitvlieg Drosophila melanogaster, specifiek het patroon dat ontstaat in het vroege beginstadium van het Drosophila-embryo. Het meeste van de genproducten die het embryo in die fase gebruikt zijn reeds aanwezig in het onbevruchte ei en werden geproduceerd door maternaal transcriptie tijdens oögenese. 
In zijn latere en langdurige samenwerking met Nüsslein-Volhard konden aan de hand van geïnduceerde mutaties specifieke embryogenetische genen van de fruitvlieg geïdentificeerd worden, waaronder de homeobox-genen. In 1995 kreeg hij voor dit onderzoek samen met Edward B. Lewis en Christiane Nüsslein-Volhard de Nobelprijs voor de Fysiologie of Geneeskunde.